# Gaswerk Weißensee
Koordinaten: 52° 33′ 34,3″ N, 13° 26′ 49,7″ O
Das Gaswerk Weißensee, auch Gasanstalt Weißensee oder Neue Gasanstalt Weißensee genannt, war eine Versorgungseinrichtung für Stadtgas in der Landgemeinde Weißensee, die auf einem etwa 10 ha großen Gelände Ende der 1880er Jahre errichtet worden war. Hier wurde vor allem Leuchtgas für die öffentliche Straßenbeleuchtung erzeugt. Das Werk wurde 1925 zur Zweigstelle der GASAG in Weißensee (ICGA Weissensee). Die eigene Gasproduktion endete im Jahr 1930.
Nach der Wende übernahm die GASAG die Immobilie wieder, 2006 wurde die ausgegründete NBB Netzgesellschaft Berlin-Brandenburg Nutzerin der Bauten auf dem Areal.

## Lage
Das Firmengelände erstreckte sich zwischen Gustav-Adolf-Straße 106a–114 (Ostsüdost) und Schmohlstraße 22 (Westnordwest) auf einer Fläche von etwa 105 × 85 m. Die darauf errichteten Gebäude waren größtenteils Einzelbauten im Pavillonstil, was aus Sicherheitsgründen baulich notwendig war.
Im Zusammenhang mit dem Bau der Funktionsgebäude des Werkes erhielt das Gelände einen Anschluss an die Industriebahn Tegel-Friedrichsfelde, wie auch alle übrigen Gaswerke in und um Berlin. Hiermit wurde die Steinkohle aus den deutschen Bergwerken angeliefert.
Das Gelände wird aktuell von einem Metallstaketenzaun eingefasst.
Östlich vom ehemaligen Gaswerk schließen sich die Schnelle Hilfe Krankentransport GmbH (Gustav-Adolf-Straße 106) und die Schmerzklinik Berlin an (Schmohlstraße) sowie südwestlich die S.A.S. Kfz-Werkstatt GmbH (Gustav-Adolf-Straße 111–115), auf der ehemaligen Fläche für das Gaswerk Weißensee II.

## Firmenentwicklung

### 1880er Jahre bis 1924
Am 8. Februar 1889 war die von der Imperial Continental Gas Association (ICGA) errichtete Gas-Erleuchtungs-Anstalt an der Gustav-Adolf-Straße betriebsbereit.
Der gesamte Entwurf der Gasanstalt sowohl baulich als auch technisch orientierte sich an den Plänen der ICGA-Direktoren Drory und Körting.

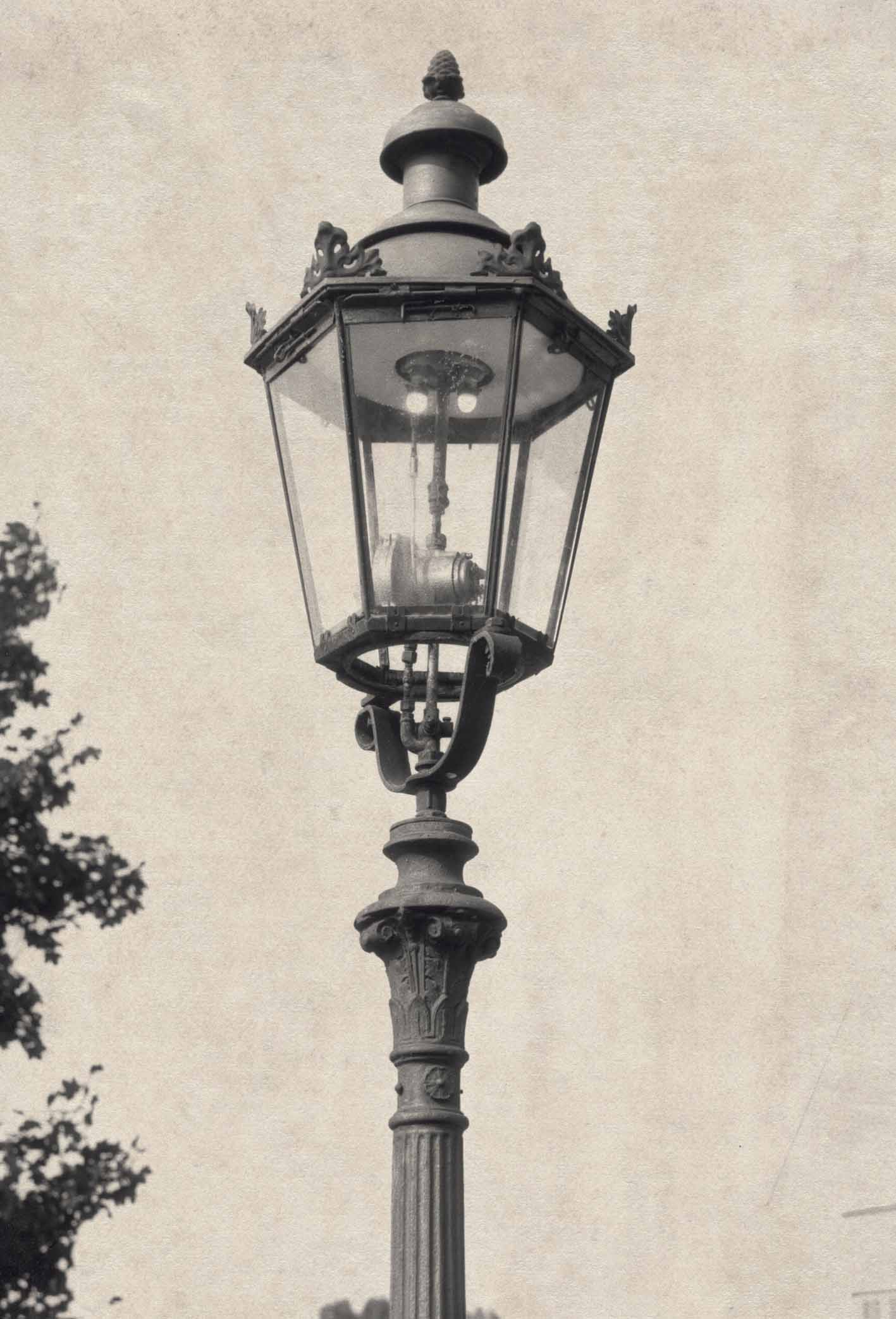
Beispiel einer historischen Gaslaterne vom Anfang des 20. Jhds. mit Gasglühstrumpf

Der anfängliche Gasdurchsatz betrug etwa 3000 m³ pro Stunde und versorgte zunächst die Weißenseer Gemeinde. Anfang des 20. Jahrhunderts kamen zu dem zunächst vorhandenen Gasbehälter mit einem Volumen von 7600 m³ weitere zwei Speicherbehälter mit 11.900 und 20.000 m³ hinzu. Im Jahr 1903 wurden auf dem Firmengelände Neu- und Erweiterungsbauten vorgenommen.
Alle zur Stadtgasherstellung notwendigen technischen Ausrüstungen kamen noch bis Ende des 19. Jahrhunderts direkt aus England.
Zur vollständigen Eigenversorgung mit Gas für die Gemeinde errichtete die ICGA 1908 bis 1909 zusätzlich zum bisherigen Werk I nun das Werk II auf dem benachbarten Gelände. Dieses wurde mit der neuesten Technik wie Vertikalöfen ausgestattet und 1911 sogar noch einmal erweitert. Die Tagesleistung beider Gaswerken betrug nun rund 65.000 m³.
Das Gaswerk musste am Ende des Ersten Weltkriegs, 1917/1918 in Liquidation gehen, weil dies für die Eigentümergesellschaft ICGA wegen des Kriegszustandes mit England angeordnet wurde. Zudem hatte die kaiserliche Regierung eine komplette Abschaltung der Straßen-Gasbeleuchtung angeordnet.
Die Gaswerke Weißensee I und II wurden nach zwei Ausbietungen der Liquidationsmasse von der extra gegründeten Gasgesellschaft Niederbarnim für 9,61 Mio Mark (einschließlich des Gaswerks Oberschöneweide) übernommen und konnten ohne Unterbrechung weiter betrieben werden. Selbst die Mitarbeiter und Angestellten behielten ihre Arbeitsplätze. Einzige Änderung war, dass die Werke neue Kopfbögen anfertigen lassen mussten.
Bis zum Jahr 1922 war in Weißensee I eine Dampfmaschine der Firma Berlin-Anhaltische Maschinenbau-AG (eine –„stehende Einzylindermaschine mit Zweiständerrahmen und Schiebersteuerung“; für Transmissionsantrieb) im Produktionseinsatz.

### 1925 bis zur Stilllegung in den 1930er Jahren
Fünf Jahre nach der Eingemeindung von Weißensee nach Groß-Berlin, genau am 1. April 1925 übernahm die in der preußischen Hauptstadt 1923 als kommunale Gesellschaft gegründete GASAG das Weißenseer Gaswerk. Zu diesem Zeitpunkt war die gesamte Beleuchtung der Berliner Straßen und Plätze mit Gaslaternen erst wieder zu drei Vierteln in Betrieb. Jedoch wurden große Anstrengungen unternommen, die Gasleitungsnetze von ihrer regionalen Versorgung zu einem Gesamtberliner Rohrnetz zu verbinden und Druckreglerstationen zwischenzuschalten. Mit der Übernahme war jedoch auch die Verpflichtung verbunden, die 16 Orte des Landkreises Niederbarnim auf weitere 20 Jahre mit Gas zu beliefern. Trotzdem wurden am 22. April 1930 die Gaserzeugung in Weißensee eingestellt und die Maschinen und Anlagen stillgelegt, nur die Gasbehälter blieben weiter in Betrieb. Infolge der Bombardierungen und Kampfhandlungen in Berlin zum Ende des Zweiten Weltkriegs waren danach die Rohrnetze großflächig zerstört (nur noch rund ein Prozent des 7032 km langen Netzes funktionierte, die Speicherbehälter waren ebenfalls etwa zur Hälfte zerstört, die Kohlelieferungen waren eingestellt, selbst die technischen Unterlagen waren größtenteils nicht mehr vorhanden), es gab so gut wie nirgends Stadtgas.

### Nachnutzungen von den 1930ern bis zum Jahr 1990
Zur weiteren Gasversorgung der Betriebe und Einwohner Berlins hatten die in der NS-Zeit zuständigen Behörden gefordert, die ganze Stadt mit „billigem Überschussgas aus dem Ruhrgebiet“ zu versorgen. Die Berliner Verwaltung lehnte diese Forderungen aus verschiedenen Gründen ab, so dass acht städtische Gaswerke (mit 38 Gasbehältern) weiter produzieren konnten.
Nach dem Zweiten Weltkrieg, bis zum Jahr 1966 nutzte die weiter arbeitende GASAG (in Ost-Berlin nun in VEB Gasversorgung Berlin umbenannt) die drei Speicherbehälter in Weißensee noch als Behälterstation.

### Seit den 1990er Jahren
Die jahrelang nicht mehr genutzten Gasbehälter der Werke Weißensee I und II wurden nach dem Mauerfall und dem Zusammenwachsen der Stadt Berlin 1992/1993 abgerissen. Die GASAG etablierte in den verbleibenden Bauten nun ihren Entstörungsdienst und später die Zählerrücknahmestelle. Das Gelände des Gaswerks II wurde an andere Interessenten abgegeben.
Die NBB Netzgesellschaft Berlin-Brandenburg mbH & Co. KG, die zur GASAG gehört aber 2016 als Tochterunternehmen ausgegründet wurde, ist wegen der weiter geltenden Eigentumsverhältnisse am Grundbesitz nun Nutzer des ehemaligen Gaswerkgeländes geworden. In den denkmalgeschützten Bauten sind Verwaltung, Büros, Betriebsschule, Bauhandwerker und Fahrzeugwartung untergebracht.

## Bauten auf dem Firmengelände

### Allgemeines
In den 1880er Jahren sind auf dem Gelände Gebäude im Backstein-Industrielook errichtet worden, das bedeutet: unverputzte Ziegelbauten, die durch bewussten Einsatz von gelben und roten Backsteinen flache Ornamente, Bögen und Streifen als dezentes Fassadenmuster bilden. Die Sprossenfenster sind meist mit Ziegelstein-Segmentbögen überwölbt.

### Bürohaus und Wohnhaus

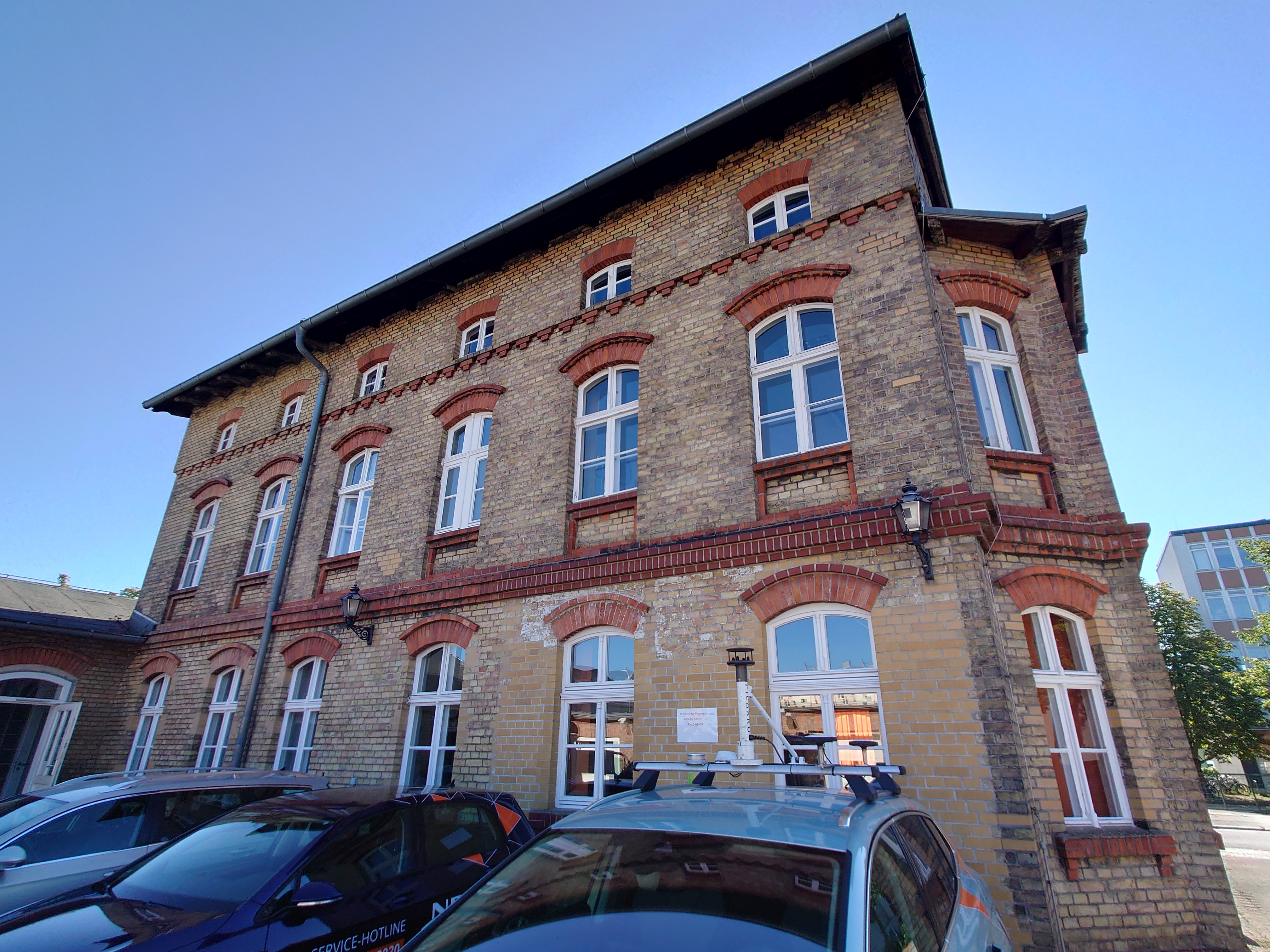
Bürohaus

Parallel zur Gustav-Adolf-Straße steht das zweieinhalbgeschossige ehemalige Verwaltungsgebäude. Es wurde 1888 fertig gestellt und verfügt über einen gesonderten (nicht mehr benutzten) Zugang direkt von der Straße. Das Bauwerk ist gekennzeichnet durch sechs Fensterachsen, einen über zwei Stockwerke reichenden Erker, Wandlaternen aus Schmiedeeisen und ein flaches Pultdach. Die Länge des Hauses beträgt etwa 16 Meter, die Breite zirka 11,50 Meter.
Am rechten (östlichen) Giebel schließt sich unmittelbar ein rechtwinklig zur Gebäudeachse ausgeführter eingeschossiger flacher Anbau an, straßenseitig mit vier Fensterachsen. Er diente als Magazin.
Das Gebäudeensemble bildet zusammen mit einem weiteren nicht näher bezeichneten Haus ein U förmiges Objekt mit einem offenen Innenhof, der rund 27 mal 19 Meter groß ist.
In der Gegenwart dient er zum Abstellen der Betriebsfahrzeuge des Nutzers.
Das eigentliche ehemalige Wohnhaus, in einer westlichen Ecke des früheren Firmengeländes, wahrscheinlich eine Direktionsvilla, gehört im 21. Jahrhundert zum (nun) benachbarten Autohaus. Es wurde um- bzw. überbaut.

### Retortenhaus bzw. Ofenhaus

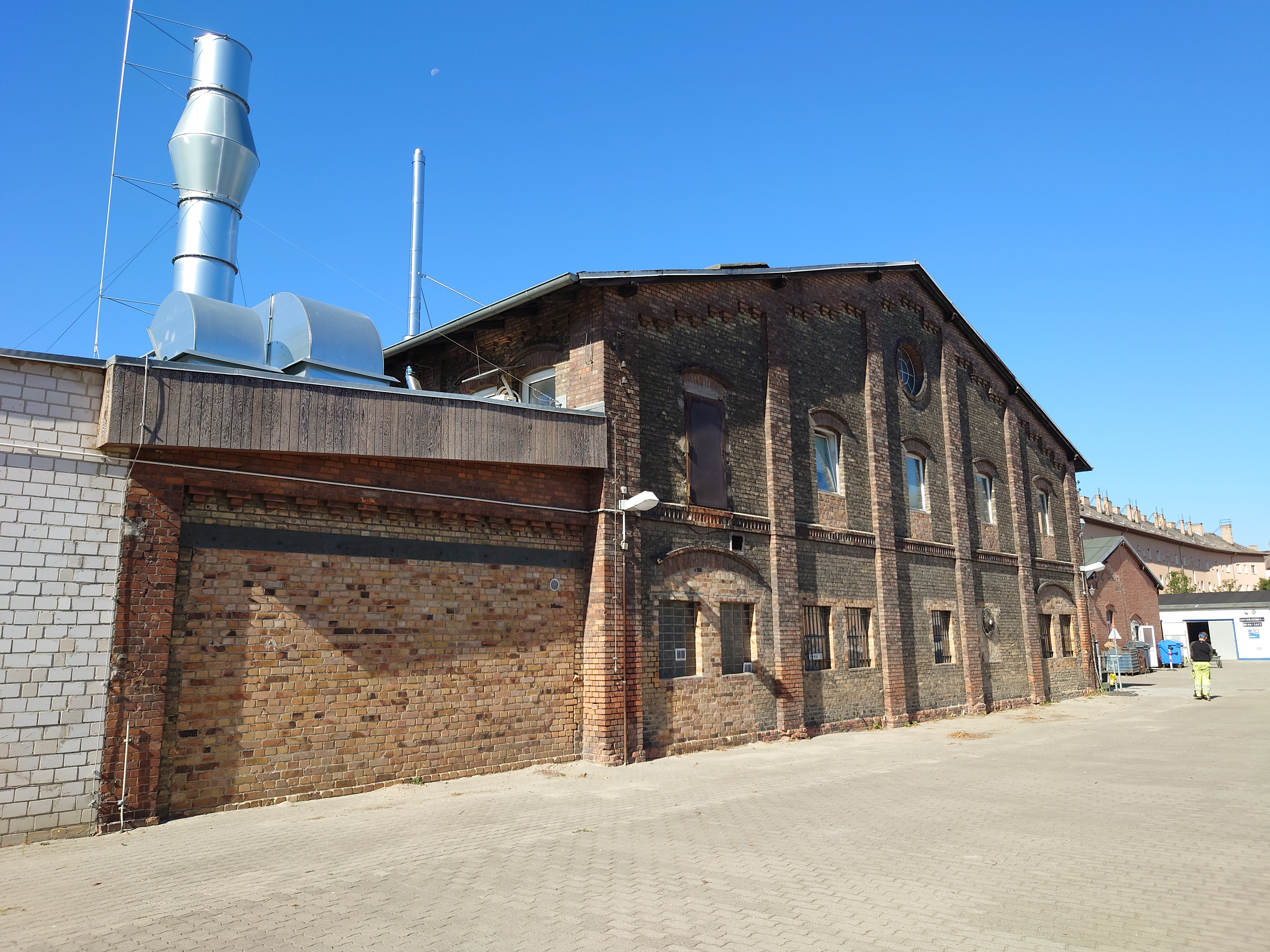
Retorten- oder Ofenhaus

In den hier aufgestellten gusseisernen Retortenöfen oder Schamotte-Zylindern wurden durch trockene Destillation aus Steinkohle oder Holz unter Luftabschluss gas- und dampfförmige Kohlenwasserstoffe (landläufig „Gas“ genannt) sowie reiner Wasserstoff gewonnen. (Als Nebenprodukte fielen Koks, Teer oder Schwefel an, die anderweitig weiter verwendet oder verkauft werden konnten.) Das Rohgas gelangte über metallene Rohrleitungen in das Funktionshaus. Im Lauf späterer Nutzungen des Ofenhauses erfolgten etliche Umbauten, vor allem wurden die großen breiten Einfahrten verschmälert.

Südlich und nördlich waren diesem Ofenhaus Kohlenschuppen angebaut, die als Bauwerksteile noch erkennbar sind.

### Kessel- und Maschinenhaus sowie Lagerschuppen

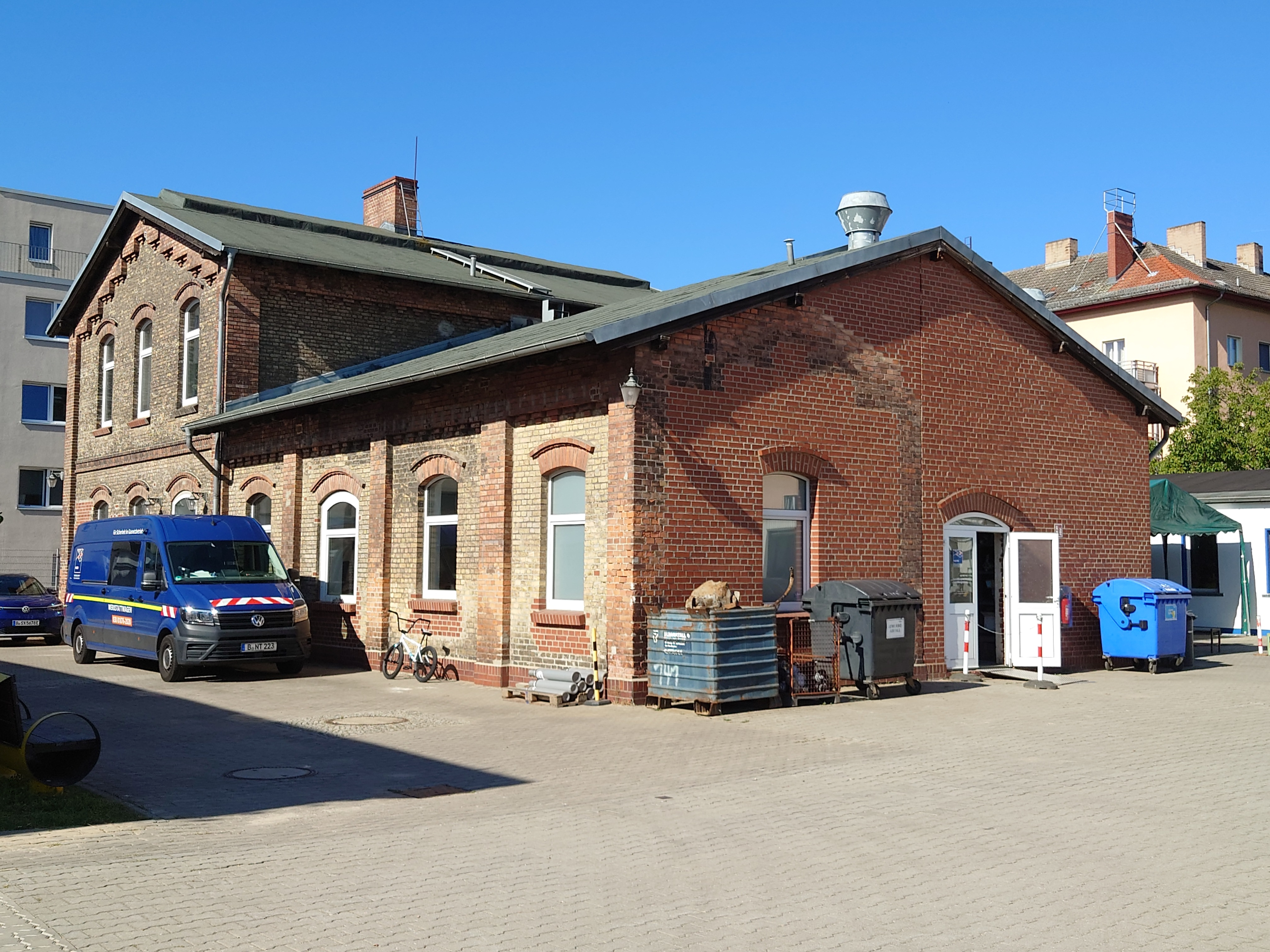
Lagerschuppen

Nördlich hinter dem Retortenhaus zur Schmohlstraße hin befand sich das Kessel- und Maschinenhaus und ein Lagerschuppen. In letzterem betreibt die NBB derzeit (Stand September 2023) noch ihre Ausbildungsstätte.

### Funktionshaus: Apparate, Reiniger, Pumpstation
Das Gas mit Temperaturen bis um 1000 Grad Celsius musste hier mittels verschiedener Maßnahmen und Apparaturen auf Raumtemperatur (um 20 Grad) abgekühlt werden. Dann sorgten ein Hahnscher Regler und eine Betriebsdampfmaschine dafür, dass das Gas unter Einhaltung eines gleichmäßigen Druckes abgesaugt und in entsprechenden Behältern zwischengespeichert werden konnte.
Weitere Maßnahmen zur Filterung und Reinigung (auch Wäsche) mit Chemikalien und mit Naturprodukten wie Kalk oder gemahlenem Raseneisenerz folgten. Nach diesen Behandlungen wurde das Stadtgas in Gasbehälter gepumpt und über das anschließende Gasleitungsnetz unter Druck mit Schiebern und Reglern bis zum Endverbraucher verteilt. Verbrauchsstellen waren anfangs vor allem Gaslaternen, die die bis dahin in der Gemeinde Weißensee zur Beleuchtung verwendeten Öl- oder Petroleumlampen ab den 1830er Jahren schrittweise ersetzten. Später wurden auch Hausanschlüsse eingerichtet und das Gas zur Beleuchtung, zum Kochen oder Heizen verwendet.
Den Gasbehältern waren noch Druckregler nachgeschaltet, die für einen möglichst gleichmäßigen Gasdruck auch bei unterschiedlichen Entnahmemengen sorgten.

### Weitere Gebäude

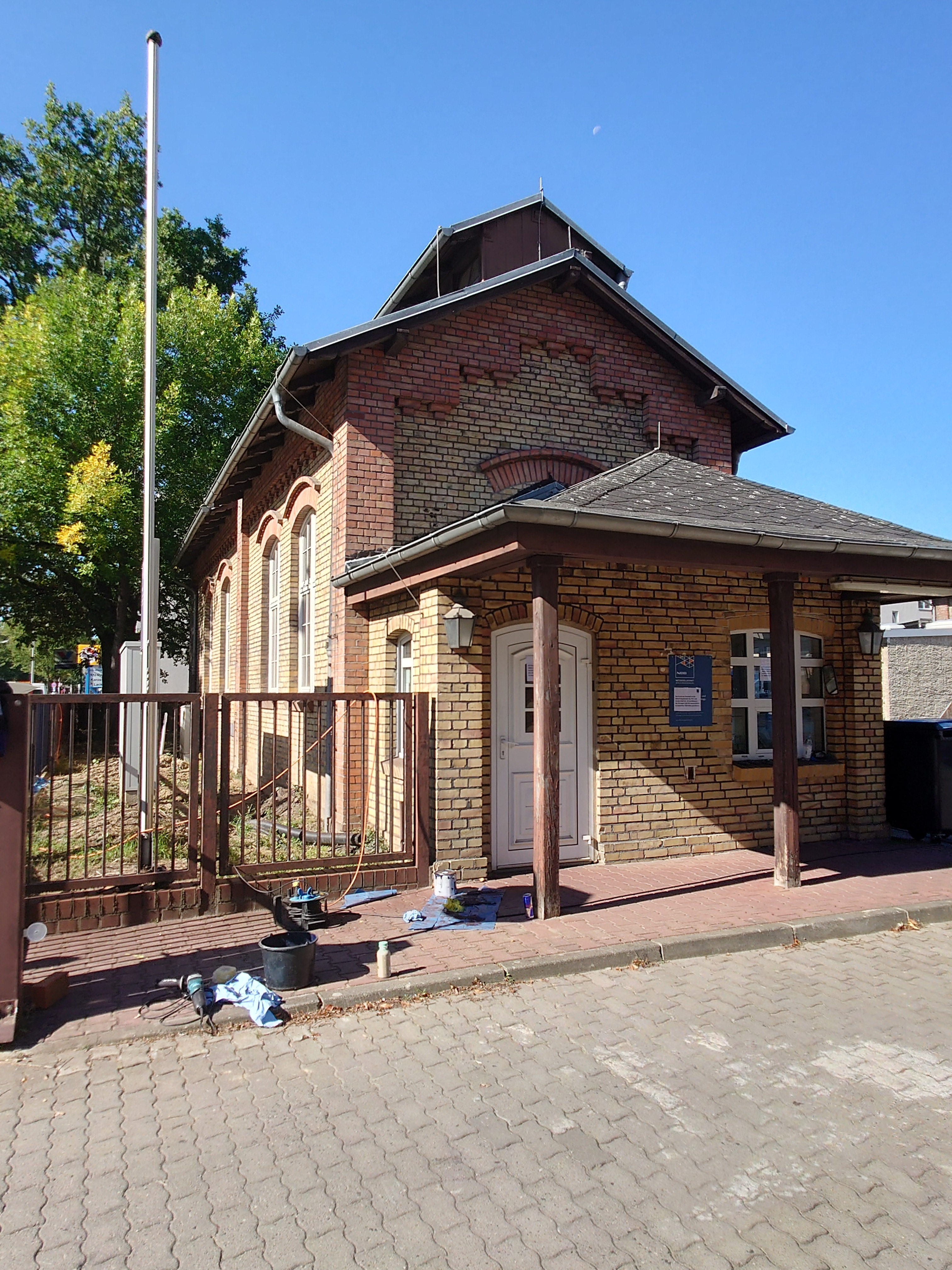
Pförtnerhaus & Co

Direkt westlich von der Hauptzufahrt in der Gustav-Adolf-Straße gibt es ein eingeschossiges, mittig um ein halbes Geschoss erhöhtes Gebäude. Das vierachsige Bauwerk wird außerdem durch eine außen sichtbare Brandmauer in zwei Hälften geteilt. Hier drinnen befanden sich eine Hochdruckanlage und Regulierungseinrichtungen. Am (rechten) Giebel ist die ehemalige Pförtnerloge angebaut.
Das Gebäude ist gedeckt mit einem gestaffelten flachen Pultdach.
Nicht erhalten sind die drei runden freistehenden Gasspeicher, nordöstlich auf dem Gelände, die unverkleidete Stahlbehälter darstellten, in denen Teleskopglocken den Füllstand anzeigten und regulierten. Nach deren Abriss Anfang der 1990er Jahre blieb eine große freie Fläche von zirka 750 m². Hier plant die NBB eine moderne mehrstöckige Ausbildungshalle zur Ausbildung des eigenen Nachwuchses, die 2024 fertig gestellt sein soll.
Zu erwähnen ist aus der Zeit der Gasherstellung ein einzelnes längliches Teerbassin östlich des Funktionsgebäudes. Ob dies noch existiert ist unklar; wahrscheinlich wurde es einfach zugeschüttet.
(Gegenüber dem hier beschriebenen Gelände der ehemaligen Gasanstalt, in der Gustav-Adolf-Straße 66 errichtete die Stadt Berlin von 2006 bis 2008 das Oberstufenzentrum Bautechnik in Holzbauweise nach Plänen des Büros MRBS Architekten und Ingenieure. )